# 中央通り (大分市)

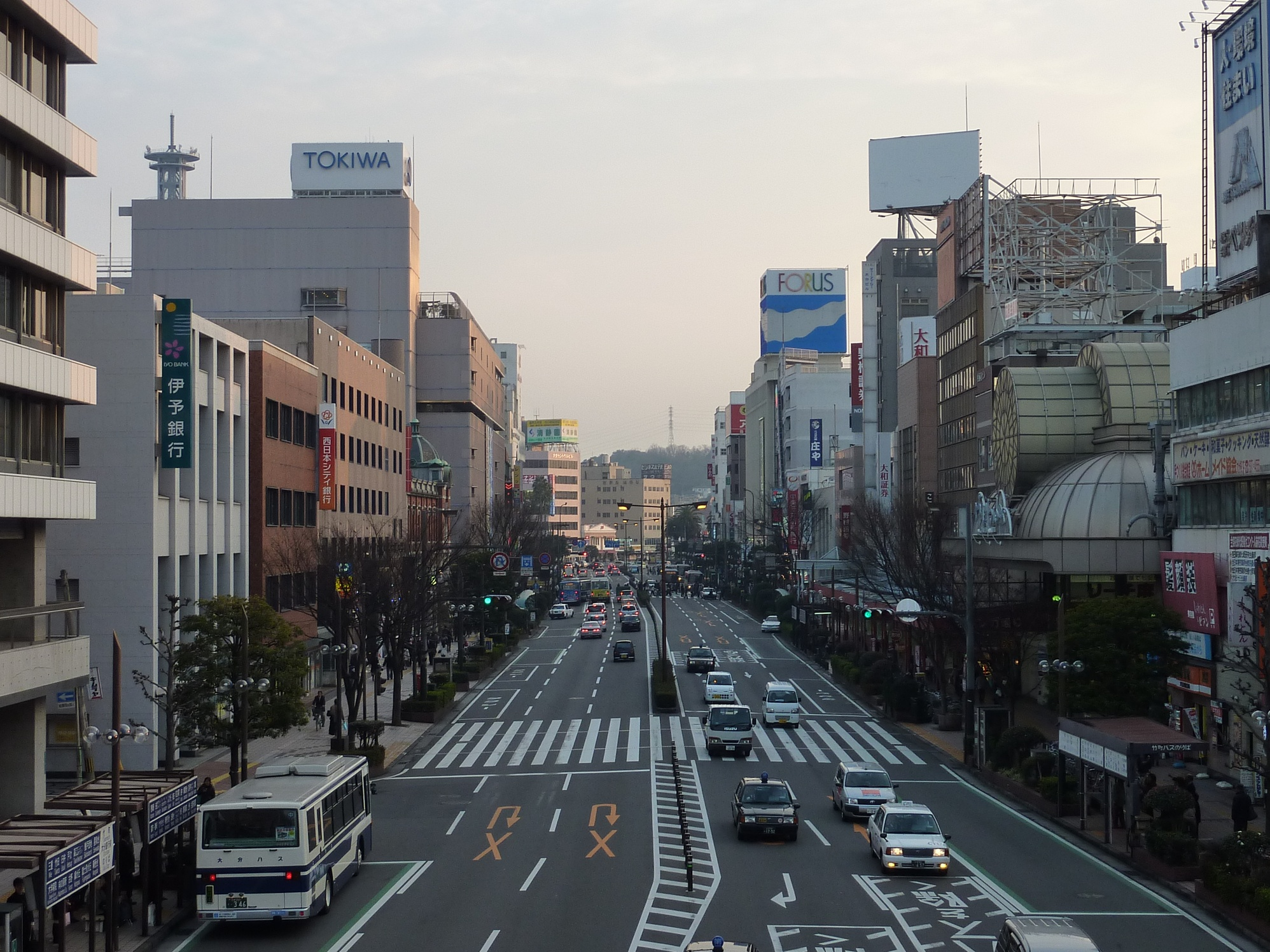
中央通り
昭和通り交差点から南を見る。

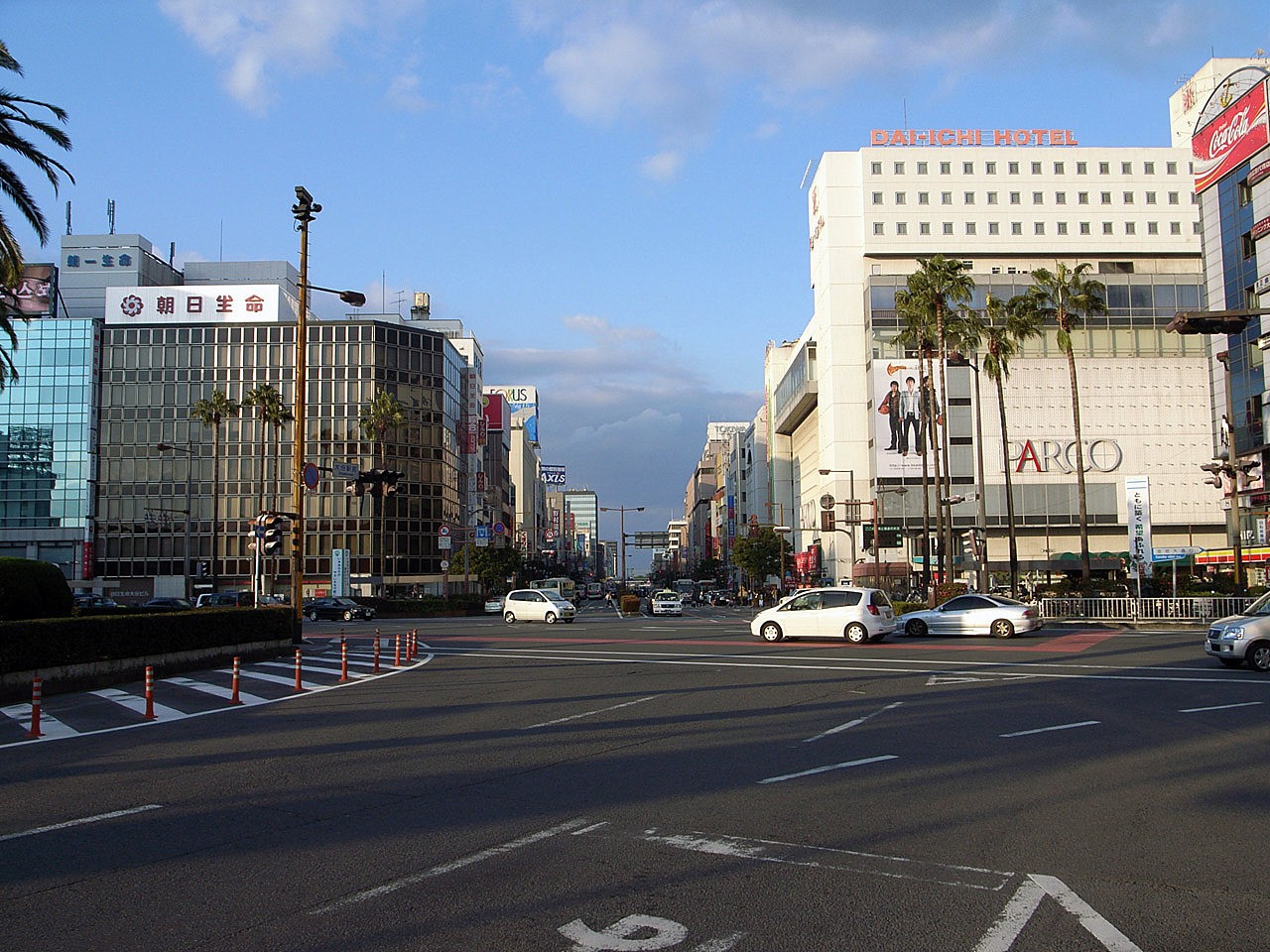
中央通り
大分駅前交差点から北を見る。右手に見える大分パルコは2011年1月閉店。

中央通り（ちゅうおうどおり）は、大分県大分市の大分駅前交差点から昭和通り交差点に至る市道である。正式名称は大分市道中央通り線。

## 概要
市街地の中央を南北に走る大分市のメインストリートである。全長約400mで、車線数は片側3車線、車道幅員20m。南端の大分駅前交差点で国道10号（産業通り）に、北端の昭和通り交差点で国道197号（昭和通り）にそれぞれ接続する。道路自体は昭和通り交差点を越えても新川交差点まで北にまっすぐ続いており、この部分も中央通りの名で呼ばれることが多いが、路線上は、昭和通り交差点から新川交差点までの部分は市道ではなく大分県道511号大分港線となる。
大分駅前交差点から昭和通り交差点までの間は、通りに沿って、トキハ本店、大分オーパといった大型商業施設を含む商業施設や、大分銀行本店をはじめとする金融機関の本支店が立ち並ぶ。通りの西側北部は大分県で最も早くタイル舗装を取り入れた商店街のひとつであり、赤レンガ通り商店街と名付けられている。また、ガレリア竹町商店街、府内五番街商店街などの商店街は、中央通りを起点として東西に延びる。中央通りに並行して西側にセントポルタ中央町商店街が延びており、中央通り方向に通行する歩行者の代替路の役割も果たしている。
中央通り沿いには、大分バス、大分交通のバス停留所が多数設けられ、市街地中心にバスターミナルを有さない両社にとって、大分駅前と合わせて実質的にバスターミナルの機能を果たしている。このため多数のバスが停車、通行し、市街地や大分駅にアクセスする乗用車と相まって、中央通りの混雑の原因ともなっている。
毎年8月に行われる大分七夕まつりの際には、中央通りは歩行者天国とされ、府内戦紙やチキリンばやし市民総おどり大会の会場となる。毎年12月に行われるおおいたファンタジーというイルミネーション・イベントでもメイン会場となり、通りは華やかな電飾に彩られる。
22時から翌朝5時までの間、指定車を除く排気量125cc以上の二輪車は通行禁止となっている。

## 歴史

### 戦前の中央通り
明治時代中期まで、この通りの北側の部分は大分銀行旧本店（現大分銀行赤レンガ館）の辺りまでが府内城の堀で、その南側は住宅が散在する湿地であった。現在の中央通りにあたる通りは、1911年（明治44年）に豊州本線（現在の日豊本線）大分駅が現在地に開業したのに合わせて堀を埋め立てて造られたものである。
かつての大分市の市街地は、現在よりもやや北側の新川や竹町を中心とした場所にあった。しかし、大分駅が開業し、1918年（大正6年）には路面電車の大分交通別大線がこの通りを通って大分駅前まで延伸されたことから、1936年（昭和11年）にトキハ本店が出店するなど、次第に中央通りに沿って中心街が形成された。
府内城の中堀だった頃に、現在の竹町付近に碩田橋という橋が架かっていたことから、かつてこの通りは碩田橋通り（せきでんばしどおり）と呼ばれた。なお、「碩田」（おおきた）は、『豊後国風土記』において景行天皇が豊後国（現在の大分県の一部）に対して名付けたとされる、この地域の古名である。また、かつて大分交通別大線が通っていたことから、電車通りとも呼ばれていた。
1945年（昭和20年）7月17日、大分空襲により、中心部は壊滅的な被害を受けて焼け野原となり、駅前から中央通りを見るとその先に海が見えたという。

### 地下横断歩道と歩道橋
1967年（昭和42年）9月9日には、中央通りの地下を横断して、トキハ（現トキハ本店）前・府内会館（現大分銀行赤レンガ館）前と住友銀行大分支店前・山崎ビル前とを結ぶ大分県初の地下横断歩道が完成した。
1968年（昭和43年）5月には、この通りの北端の昭和通り交差点に「ロ」の字形の歩道橋が設けられた。しかし、バリアフリー化のために、2012年（平成24年）8月に横断歩道が設けられるとともに、歩道橋は2013年（平成25年）5月6日に閉鎖。7月15日から解体工事が行われ、10月15日深夜から16日早朝にかけて本体部分が撤去された。

### 路面電車の廃止と歩行者天国
1972年（昭和47年）4月5日には大分交通別大線が廃止され、5月8日から軌道の除去及び整備工事が行われて、中央分離帯（グリーンベルト）の設置などが行われた。この中央分離帯は2006年度に除去され、両側の車線を一体的に利用できるようになった。これを受けて、2006年度及び2007年度には、中央通りを歩行者天国とする社会実験が2度にわたり行われている。その後、歩行者天国は実施されなかったが、2016年に9年ぶりに実施された。

## 整備計画
大分市では、大分駅周辺の再開発に伴う都心南北軸整備事業の一環として、中央通りの整備を計画している。近年、庄の原佐野線を初めとする中心部周辺の幹線道路が整備され、中央通りの交通量が減少してきたことを踏まえて、中央通りの車線数を減らすとともに、歩道を拡幅して歩行者を増やすことにより中心部の活性化を図る方針が決定された。
2012年11月15日に公表された素案では、社会実験を実施した上で、2017年までに現行の6車線を4車線とし、さらに2021年までに3車線とする2段階整備の方針が示された。3車線化時には、中央町側（東側）を1車線（幅3.75m）、府内町側（西側）を2車線とし、中央町側には幅2.5mのバス・タクシーの停車帯を設ける。現在、幅7mの歩道は、中央町側で幅12m、府内町側で幅10.75mに広げ、ともに車道側の幅2.5mを自転車通行帯とする。2014年に工事を開始し、2017年までに中央町側を整備して4車線とし、その後、府内町側を整備して2021年までに3車線とする予定。
2014年8月25日には、中央町側を3車線から2車線へと車線を減らして歩道を拡幅し（府内町側は3車線のまま）、催事や憩いのための空間を設けることが決定。2015年3月には、中央町側を2車線に減らし、歩道を3.25m拡幅する仮設工事が実施された。しかし、4月の市長選挙では、車線減を推進してきた釘宮磐が県知事選に転出し、佐藤樹一郎が大分市長に当選。11月に、車線減を白紙撤回して仮設工事を元に戻すことを明らかにし、2016年2月-3月に仮設の撤去工事が実施された。

## 接続路線
- 国道10号（産業通り） - 大分駅前交差点
- 国道197号（昭和通り） - 昭和通り交差点
- 大分県道511号大分港線 - 昭和通り交差点以北